# الجرين (السدة)

تعديل مصدري - تعديل

الجرين هي إحدى قرى عزلة جبل عصام بمديرية السدة التابعة لمحافظة إب، بلغ تعداد سكانها 226 نسمة حسب تعداد اليمن لعام 2004.